# Пестово (Курганская область)
Пестово — деревня в Мишкинском районе Курганской области России. Входит в состав Введенского сельсовета.

## География
Деревня находится в западной части Курганской области, в лесостепной зоне, на берегах реки Юргамыш, на расстоянии примерно 8 километров (по прямой) к юго-востоку от Мишкина, административного центра района. Абсолютная высота — 139 метров над уровнем моря.
Климат
Климат характеризуется как континентальный, с недостаточным увлажнением, холодной малоснежной зимой и тёплым сухим летом. Среднегодовая температура воздуха — 2,1 °С. Средняя максимальная температура воздуха самого тёплого месяца (июля) составляет 23 — 26 °C. Безморозный период длится в течение 115—119 дней в году. Среднегодовое количество атмосферных осадков составляет 370—380 мм.

## История
До 1917 года входила в состав Введенской волости Челябинского уезда Оренбургской губернии. По данным на 1926 год состояла из 263 хозяйств. В административном отношении являлась центром Пестовского сельсовета Мишкинского района Челябинского округа Уральской области.

## Население
| 1989 | 2002 | 2010 |
| ---- | ---- | ---- |
| 148  | ↘122 | ↘69  |

По данным переписи 1926 года в деревне проживало 1166 человек (521 мужчина и 645 женщин), в том числе: русские составляли 100 % населения.
Гендерный состав
По данным Всероссийской переписи населения 2010 года в гендерной структуре населения мужчины составляли 49,3 %, женщины — соответственно 50,7 %.
Национальный состав
Согласно результатам Всероссийской переписи населения 2002 года, в национальной структуре населения русские составляли 90 % из 122 чел.